# Успенский (Московская область)
Успенский — посёлок в городском округе Серебряные Пруды Московской области.

## География
Находится в южной части Московской области на расстоянии приблизительно 2 километра на юг по прямой от окружного центра посёлка Серебряные Пруды.

## История
Поселок образовался в 2003 году объединением поселков Совхозный и Биохимзавода. В 1597 году здесь располагалась деревня Борщотская, в XVI веке запустела. В 1932 году здесь организовали совхоз «Серебряные Пруды». В строительстве посёлка и сельхозработах принимали участие заключённые и репрессированные, позднее немецкие военнопленные. В 1974 году 604 двора. Население составляло 1809 человек (1974 год). Посёлок Биохимзавода возник в начале XX века как хутор, в котором в 1913 году построили винокуренный завод. В советское время завод продолжал работу, позднее стал биохимическим заводом и, далее, биотехнологическим. Население 438 человек (1974). В период 2006—2015 годов был административным центром Успенского сельского поселения Серебряно-Прудского района.

## Население
| 2006 | 2010  |
| ---- | ----- |
| 2630 | ↗2635 |

Постоянное население составляло 2 608 человек в 2002 году (русские 96 %).